# اكتشاف متعدد
إن مفهوم الاكتشاف المتعدد (المعروف أيضاً باسم الاختراع المتزامن)(بالإنجليزية: Multiple discovery)  هو الفرضية القائلة بأن معظم الاكتشافات والاختراعات العلميّة يتمّ إجراؤها بشكل مستقل وبوقت أكثر أو أقلّ ومن قبل العديد من العلماء والمخترعين. يعارض مفهوم الاكتشافات المتعدّدة وجهة النظر التقليديّة -النظريّة البطوليّة- للاختراع والاكتشاف.

## التعددية
عندما يتم الإعلان عن الحائزين على جائزة نوبل سنويّاً -خاصّة في مجال الفيزياء والكيمياء والفيزيولوجيا والطب والاقتصاد- يتم منح الجائزة لشحص أو شخصين أو الحد الأقصى ثلاثة أشخاص في نفس المجال، وذلك بسبب اشتراك كل أولئك الأشخاص في نفس الاختراع. لاحظ المؤرخون وعلماء الاجتماع ظاهرة «الاكتشافات المستقلّة المتعدّدة». حدّد روبرت ك ميرتون هذه الظاهرة كحالات يتم الوصول فيها إلى اكتشافات متماثلة يعمل عليها بعض العلماء بشكل مستقل عن بعضهم البعض. قارن ميرتون التعدديّة بالفرديّة (وهي اكتشاف يتم الوصول إليه من قبل عالم واحد أو عدّة علماء يعملون معاً). وكما قال ميرتون: في بعض الأحيان تكون الاكتشافات متزامنة أو متقاربة للغاية، وفي بعض الأحيان يتوصل عالم إلى اكتشاف شيء جديد، تم اكتشافه من قبل عالم آخر في وقت سابق، إلا أن هذا الأمر غير معروف للعالم الجديد.[بحاجة لرقم الصفحة]

## الميكانيكية
تقدّم الاكتشافات المتعدّدة في تاريخ العلم دليلاً على نماذج تطوريّة للعلوم والتكنولوجيا، مثل الذاكرة (دراسة وحدات التكاثر الذاي للثقافة)، ونظريّة المعرفة التطوريّة (التي تطبّق مفاهيم التطوّر البيولوجي لدراسة نمو المعرفة البشريّة)، ونظريّة الانتقاء الثقافي (التي تدرّس التطوّر الاجتماعي والثقافي بطريقة داروينيّة).
الحمض النووي معاد التركيب ألهم النموذج الفكري للمفاهيم التي تم افتراض أنها تشرح ميكانيكيّة (آليّة) المفهوم المؤتلف. هذا النموذج يفترض أن المفهوم الجديد ينشأ من خلال عبور المفاهيم والحقائق الموجودة مسبقاً. هذا هو المقصود عندما يقول المرء بأن عالماً ما أو فنّاناً ما قد تأثر بأحدٍ آخر، حيث أن المفهوم القديم قد وصل إلى العالم الجديد. لن يكون كل مفهوم جديد على هذا النحو قابلاً للنجاة، وهذا هو تعديل عبارة داروين هيربرت سبينسر الاجتماعيّة، حيث أنّه لا يبق سوى المفاهيم الثابتة.
العديد من الاختراعات والاكتشافات المستقلّة، تم تعزيزها بشكل عام من خلال تطور وسائل الاتصال من طرق ومركبات وسفن وكتابة وطباعة ومؤسسات تعليم وخدمات بريدية موثوقة، ووسائل الإعلام بما في ذلك الإنترنت. إن اختراع غوتنبيرغ للطباعة (والذي يتضمّن بحدّ ذاته عدداً من الاختراعات المتفرّدة) سهّل بشكل كبير الانتقال من العصور الوسطى إلى العصر الحديث، كما سهّلت وسارعت من عمليّة التصوّر المؤتلف، وبالتالي أيضاً الاكتشافات المتعدّدة المستقلّة.
تظهر الاكتشافات المستقلّة المتعدّدة حدوث زيادة في بداية القرن السابع عشر. وقد يتّفق هذا مع أطروحة الفيلسوف البريطاني أ. ك. غرايلينغ، التي قالت بأن القرن السابع عشر كان حاسماً في خلق رؤية للعالم الحديث، والتحرّر من أغلال الدّين والسحر والإيمان غير النقدي. يتوقّع غرايلينغ أن حرب أوروبا التي استمرّت ثلاثين عاماً (1618-1848) مع ما صاحب ذلك من انهيار للسلطة، جعلت حريّة الفكر والنقاش المفتوح ممكنة، حتّى أن العلم الحديث استقرّ على رؤوس ملايين القتلى. كما يشير إلى أهميّة تطوير خدمة بريديّة موثوقة لتمكين الباحثين من التواصل في مجال العلوم؛ كان النهج التعاوني، الذي أوصى به فرانسيس بيكون لأوّل مرّة، ضروريّاً لجعل العلم مفتوحاً أمام مراجعة الأقران والتحقّق العام.

## الإنسانيات
نموذج المفهوم المؤتلف وعلى نطاق واسع من الأحداث المؤتلفة التي تفسّر اكتشافات متعدّدة في العلوم والفنون، وتوضّح أيضاً ظاهرة التكرار التاريخي، حيث تلاحظ أحداث مماثلة في تاريخ البلدان المفصولة على نطاق واسع في الوقت المناسب. إنّه تكرار للأنماط التي تضفي درجة من القوّة التنبؤيّة، وبالتالي صلاحيّة علميّة إضافيّة، إلى نتائج التاريخ.

## الفنون
جادل لامب وإيتسون وغيرهما بأن العلم والفن متشابهان فيما يتعلّق بالاكتشافات المتعدّدة. عندما يقوم عالمان بشكل مستقل باكتشاف نفس الاكتشاف، فإن أوراقهما لن تكون متطابقة 100%. لكن الأفكار الرئيسيّة في الأوراق البحثيّة هي نفسها. بمعنى آخر، إن كتب كاتبان روايتين متشابهتين فإن الروايتين ستتشابهان بالأفكار والمواضيع الرئيسيّة، إلا أن الكلمات لن تتشابه تماماً.

## الكياسة
من المعروف أن المتعصّبين يستمتعون بإنجازاتهم ويسعون بشكل عام إلى المطالبة بالأسبقيّة لاكتشافاتهم. عندما يتطلّب الأمر أن يكون للاكتشاف منشأ متعدّد، وقد يوافقون على مشاركة الائتمان أو الإصرار على الأسبقيّة الحصريّة.
بعد تبادل إسحاق نيوتن وغوتفريد فيلهيلم ليبنيز معلومات حول طرق حساباتهم الخاصّة حول التفاضل والتكامل في 1670، وضّح نيوتن في الطبعة الأولى من برنامجه (1687) من خلال تعليقة، اكتشاف ليبنيز المستقلّ للحساب التفاضلي. في عام 1699، اقترح عالم رياضيّات سويسري على الجمعيّة الملكيّة البريطانيّة أن ليبنيز قد سرق طريقته من طريقة نيوتن. في 1705، ذكر ليبنيز في استعراض مجهول، أن حساب التكامل والتفاضل الخاص بنيوتن كان تكيّفاً لحساب ليبنيز. في عام 1712، عيّنت الجمعيّة الملكيّة لجنة لفحص الوثائق المعنيّة. في العام نفسه، نشرت الجمعيّة تقريراً، كتبه نيوتن بنفسه، مؤكدّاً أحقيّته وبأن طريقته هي الطريقة الأصليّة. بعد فترة وجيزة من وفاة ليبنيز في عام 1716، نفى نيوتن أن نسخته من طريقة حساب التكامل والتفاضل في عام 1687، سمحت للعالم ليبنيز بإيجاد طرق بديلة مشتقة من طريقة نيوتن. اليوم يعتبر كل من نيوتن وليبنيز مكتشفان لحساب التفاضل والتكامل بشكل مستقلّ عن بعضهم البعض.
في حالة كلاسيكيّة أخرى من الاكتشافات المتعدّدة، أظهر عالمان آخران اكتشافاً مشتركاً أكثر تشدداً. بحلول حزيران من عام 1858، كان تشارلز داروين قد أكمل ثلثي كتابه (حول أصل الأنواع) عندما تلقّى رسالة من أحد علماء الطبيعة، وهو ألفريد راسل والاس، وهو أصغر منه بـ 13 عاماً. لخّص الخطاب نظريّة والاس للانتقاء الطبيعي، مع استنتاجات مماثلة لاستنتاجات داروين. داروين حاول الحصول على المشورة من صديقه تشارلز لايل (وهو أول جيولوجي معروف). اقترح لايل أن يقوم داروين ووالاس بإعداد اتّصال مشترك بالمجتمع العلمي. كان داروين منشغلاً مع ابنه الصغير الذي أصيب بمرض قاتل، وقام بطلب المساعدة من صديقه المقرّب جوزيف هوكير، مدير حدائق كيو. في 1 تمّوز 1858، قدّم العالمان معاً ورقة مشتركة إلى جمعيّة لينيان، تلخص نظريّة والاس مع مقتطفات من نظريّة داروين المنشورة في عام 1844 حول هذا الموضوع. كما نشرت الورقة البحثيّة في ذلك العام في مجلّة الجمعيّة. لم تجذب الورقة المشتركة ومطبوعاتها أي اهتمام؛ لكن والاس، كان راضياً بالبقاء في ظل داروين بشكل مثير للإعجاب وخالٍ من أي غيرة أو حسد.